# Anna Knauer
Anna Knauer (Eichstätt, 20 de fevereiro de 1995) é uma desportista alemã que compete no ciclismo nas modalidades de pista e rota. Ganhou duas medalhas no Campeonato Europeu de Ciclismo em Pista, prata em 2018 e bronze em 2014.

## Trajectória desportiva
Começou a correr em bicicleta desde 2005. Durante os anos 2010 e 2013 ganhou dezenas de campeonatos da Alemanha de pista em categorias inferiores, que combinou com alguma carreira isolada amador de estrada, nas que também obteve alguns postos descatados. Isso não passou desapercibido para um das melhores equipas profissionais femininos, a Rabo Liv, que a contratou para a temporada de 2014.
Não conseguiu bons resultados em carreiras de rota, ainda assim seguia destacando na pista, obtendo medalhas em campeonatos nacionais. Isso não foi suficiente para a Rabo Liv, especializado no ciclismo de estrada, já que ainda que obteve a renovação por um ano mais, finalmente em 2016 teve que alinhar por uma equipa de menor nível, o Parkhotel Valkenburg.

## Medalheiro internacional
| Campeonato Europeu | Campeonato Europeu     | Campeonato Europeu | Campeonato Europeu |
| Ano                | Lugar                  | Medalha            | Competição         |
| ------------------ | ---------------------- | ------------------ | ------------------ |
| 2014               | Baie-Mahault ( França) | Medalha de bronze  | Omnium             |
| 2018               | Glasgow ( Reino Unido) | Medalha de prata   | Eliminação         |

## Palmarés
- 2014
  - 2.ª no Campeonato da Alemanha Perseguição 
  - 2.ª no Campeonato da Alemanha Pontuação 
  - 3.ª no Campeonato Europeu Omnium 
  - Campeonato da Alemanha Omnium
- 2015
  - Campeonato da Alemanha Pontuação  
  - 3.ª no Campeonato Europeu Omnium sub-23 
  - 3.ª no Campeonato Europeu Perseguição por Equipas sub-23 (fazendo equipa com Lisa Klein, Mieke Kröger e Gudrun Stock 
  - Campeonato da Alemanha Omnium

## Resultados em Grandes Voltas e Campeonatos do Mundo
Durante a sua carreira desportiva tem conseguido os seguintes postos nas Grandes Voltas femininas e nos Campeonatos do Mundo em estrada:
| Carreira           | 2014 | 2015 | 2016 | 2017 |
| ------------------ | ---- | ---- | ---- | ---- |
| Giro d'Italia      | -    | -    | -    | -    |
| Tour de l'Aude     | X    | X    | X    | X    |
| Grande Boucle      | X    | X    | X    | X    |
| Mundial em Estrada | -    | -    | -    | -    |

-: não participa

Ab.: abandono

X: edições não celebradas

## Equipas
- Rabo Liv Women Cycling Team (2014-2015)
- Parkhotel Valkenburg (2016-2017)
  - Parkhotel Valkenburg (2016)
  - Parkhotel Valkenburg-Destil Cycling Team (2017)